# 사막딱새

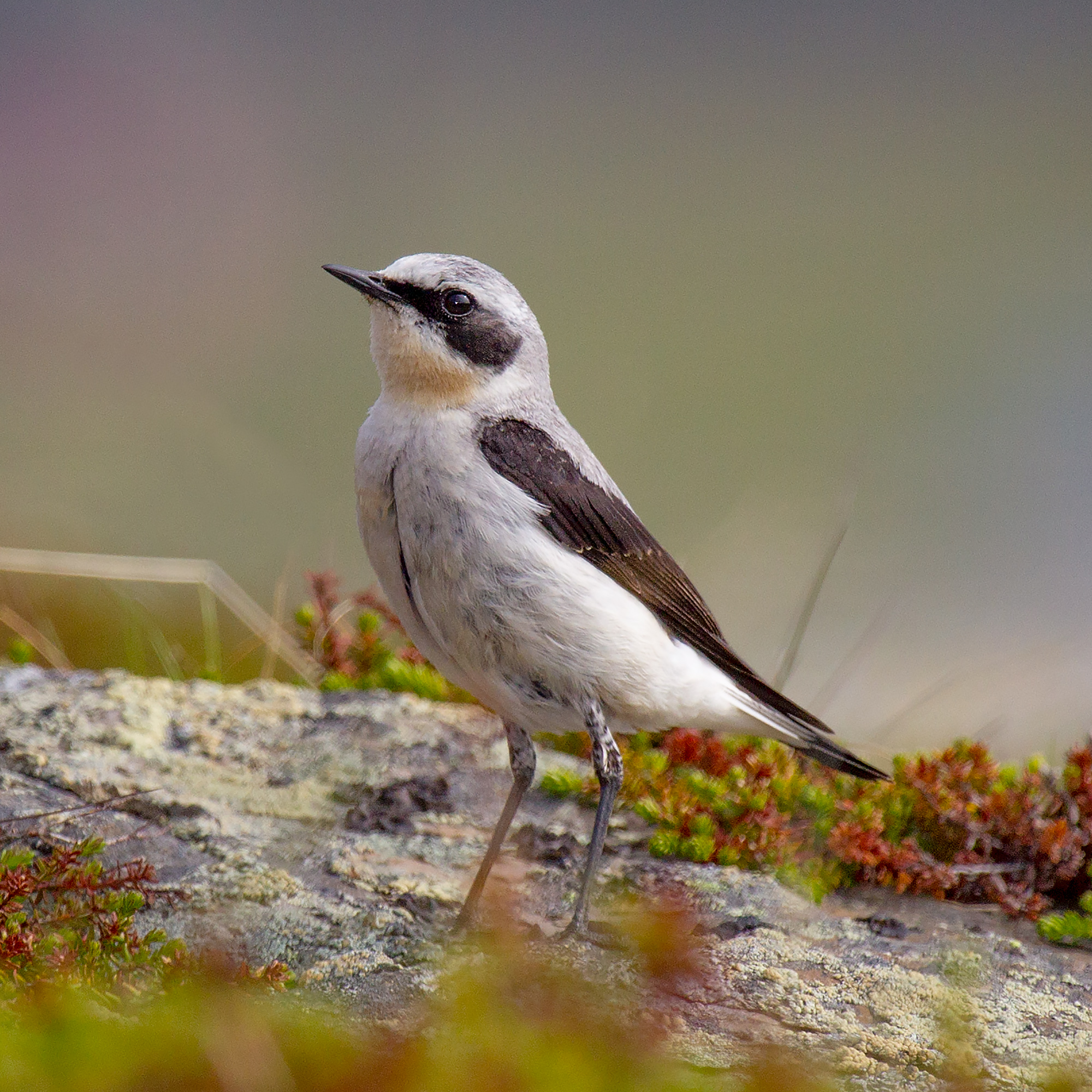
수컷

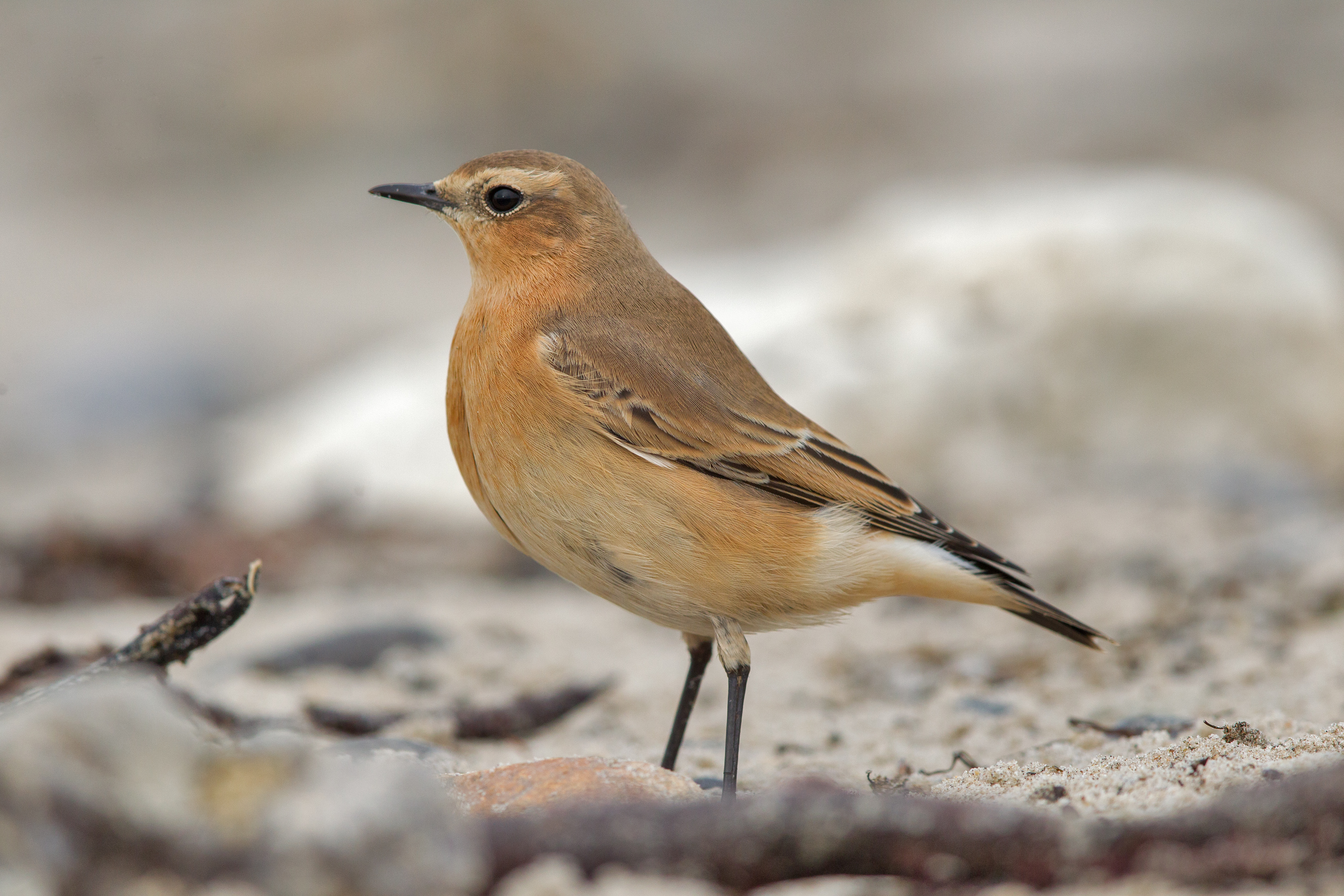
암컷

사막딱새(Oenanthe oenanthe)는 작은 참새목 조류로, 예전에는 지빠귀과(Turdidae)에 속했지만, 현재는 솔딱새과(Muscicapidae)로 더 널리 알려져 있다. 사막딱새는 유럽과 북아시아, 중앙아시아에서 밀귀속(Oenanthe)에 속하는 가장 널리 분포하는 조류이다.
사막딱새는 유럽의 탁 트인 돌투성이 땅과 구북구 동부, 캐나다 북동부와 그린란드, 그리고 캐나다 북서부와 알래스카에 서식하는 철새성 식충성 종이다. 바위 틈과 토끼 굴에 둥지를 튼다. 모든 새는 겨울의 대부분을 아프리카에서 보낸다.

## 설명
사막딱새는 꼬까울새보다 크며, 길이는 14.5~16cm(5.7~6.3인치)이다. 또한 날개폭은 26~32cm이고 무게는 17~30g이다.
암수 모두 엉덩이와 꼬리가 흰색이며, 꼬리 끝에는 검은색 역T자 무늬가 있다.
여름철 수컷의 깃털은 윗부분이 회색이고, 목은 담황색이며, 날개와 얼굴은 검은색이다. 가을철에는 검은색 날개를 제외하고는 암컷과 비슷하다. 암컷은 윗부분이 옅은 갈색이고 아랫부분은 담황색이며, 날개는 더 진한 갈색이다. 수컷은 휘파람 소리와 딱딱거리는 소리를 낸다. 울음소리는 전형적인 채트첵 소리이며, 날갯짓 소리도 마찬가지이다.